# Барино
Ба́рино (рос. Барино) — село у складі Шатровського району Курганської області, Росія. Адміністративний центр Баринівської сільської ради.
Населення — 1431 особа (2010, 1479 у 2002).
Національний склад станом на 2002 рік: росіяни — 98 %.